# La famiglia Willoughby
La famiglia Willoughby (The Willoughbys) è un film animato del 2020 diretto da Kris Pearn.
Il film è basato sul libro La famiglia Sappington scritto da Lois Lowry.

## Trama
Un tempo i Willoughby erano considerati una famiglia che vantava un glorioso passato. Tuttavia, la famiglia ora non può dirsi tale poiché i genitori sono troppo occupati ad amarsi per prendersi cura dei loro quattro figli: il primogenito Tim, mandato sempre in punizione nella carbonaia e preoccupato per la salvaguardia dei fratelli, la figlia di mezzo Jane che ama cantare ma viene ignorata e trascurata dai genitori, e i gemelli Barnaby, molto intelligenti e inventivi ma etichettati come "inquietanti". I genitori maltrattano e trascurano i bambini, rifiutandosi di dare loro da mangiare e punendoli facendoli dormire nel bidone del carbone. Le loro disgrazie sono raccontate dal punto di vista di un gatto randagio blu.
Un giorno, il gatto, miagolando davanti al cancello della casa, fa cadere ad una misteriosa figura una scatola che Jane e i gemelli trovano, rivelando all'interno una bambina che decidono di chiamare Ruth. I genitori scoprono Ruth e, non volendosene occupare, decidono di cacciare di casa tutti i bambini, fino a quando non se ne sbarazzeranno. Tim convince Jane a lasciare l'orfana a un adulto e la ragazza decide di portarla sulla soglia di una fabbrica di caramelle. Il comandante Melanoff, direttore della fabbrica, decide di accogliere Ruth.
Ispirati dalla vicenda, i ragazzi iniziano a pensare ad un modo per liberarsi dei loro genitori per poter diventare orfani. Jane architetta un piano: creare un opuscolo che illustra vacanze in luoghi molto pericolosi e convincere i genitori ad andarci con la speranza di non vederli più tornare. Mentre i bambini celebrano la loro libertà, arriva una tata assunta dai genitori e conquista tutti tranne Tim. Venendo a conoscenza di Ruth, la tata porta i bambini alla fabbrica di Melanoff. Dopo un assurdo inseguimento all'interno della fabbrica, i bambini e la tata si rendono conto che il comandante è un buon padre per la piccola e decidono di lasciarla, onde evitare che la piccola finisca al sinistro Servizio Orfani, che la tata sembra conoscere bene.
Il signore e la signora Willoughby, incredibilmente, sopravvivono ai vari pericoli in giro per il mondo, e decidono di non tornare dai figli. Il problema è che sono a corto di fondi per continuare il viaggio, così vendono la loro casa online. Informano anche la tata in un messaggio vocale, che Tim ascolta. Credendo che la tata sia in combutta con i suoi genitori, Tim la denuncia come una "tata cattiva" al Servizio Orfani.
Quando l'agente immobiliare dei loro genitori organizza le visite alla casa, i fratelli spaventano i potenziali acquirenti con una serie di trappole. La tata spaventa l'ultima famiglia, convincendo Tim che ha buone intenzioni, ma purtroppo arrivano i Servizi Orfani. L'agente capo riconosce Tata come Linda, un'orfana che non ha mai trovato una famiglia che la volesse. Apprendendo che Tim ha chiamato i servizi per orfani, Linda se ne va e Jane punisce con rabbia Tim prima che i fratelli vengano separati e portati in famiglie affidatarie: i gemelli finiscono in una famiglia molto hi-tech, lasciati in balia di internet, mentre Jane, nonostante sia in una famiglia di musicisti, ha perso la voglia di cantare. Tim continua a scappare dalle sue famiglie affidatarie, scoprendo nel processo che la villa di Willoughby è stata venduta e demolita, e alla fine è confinato al centro dei Servizi Orfani. Il gatto trova Linda e le porta l'elmo caratteristico di Tim, convincendola a riunire i bambini.
Linda fa evadere Tim e va a prendere i fratelli, e Tim si scusa con Jane. Suggerisce inoltre, per tornare assieme, devono trovare i loro genitori e riportarli a casa. Linda e i fratelli chiedono l'aiuto di Melanoff per costruire un dirigibile alimentato a caramelle per viaggiare a "Sveetzerlünd" (una parodia della Svizzera), dove i loro genitori stanno scalando le " Alpi inarrivabili".
Prendendo il volo senza Linda, Melanoff e Ruth, i fratelli raggiungono Sveetzerlünd. Seguono una traccia del filo della madre fino alla cima della montagna, dove trovano i loro genitori quasi congelati a morte. I fratelli li salvano, confessando di averli mandati via ma sperando di riunirsi come una famiglia. Purtroppo per loro, i Willoughby rimangono egoisti fino alla fine, abbandonando i loro figli e prendondo il dirigibile, ma lo fanno volare fuori controllo e si schiantano. I fratelli si preparano a soccombere al freddo mentre Jane canta, ma vengono salvati da Ruth, Linda e Melanoff, che li avevano seguiti.
Resisi conto che una famiglia non deve essere necessariamente biologica, Linda e Melanoff adottano Ruth e i bambini Willoughby, che vivono tutti nella fabbrica di caramelle come una famiglia amorevole. Nel frattempo, Mr. e Mrs. Willoughby sono sopravvissuti allo schianto del dirigibile, galleggiando in mare, ma andranno incontro alla loro giusta fine venendo divorati da uno squalo.

## Personaggi
- Tim Willoughby: è il fratello più grande e razionale dei quattro fratelli. È un ragazzo alto, magro, esile, con un naso lungo e appuntito, orecchie a sventola e capelli rosso ”Willoughby” con taglio a scodella. Vorrebbe ripristinare il vecchio onore dei Willoughby e avere i magnifici baffi tramandati di generazione in generazione. Cerca sempre di far rispettare le regole, ma viene sempre punito e mandato nella carbonaia. Ironia della sorte, sarà l'unico alla fine a non avere i tipici baffi tra i fratelli.
- Jane Willoughby: è la sorella di mezzo. Porta occhiali neri e i capelli le arrivano fino alle caviglie. Indossa un vestito intero verde con spalle imbottite. Ama cantare, anche se i suoi genitori glielo impediscono, tende a non rispettare le regole, ma ha un carattere gentile. Alla fine, le spuntano dei baffetti sul labbro.
- Barnaby A e Barnaby B Willoughby: i Barnabini (così chiamati a volte) sono due gemelli che condividono lo stesso nome. La tata, per poterli distinguere, aggiungerà la lettera A uno e B ai loro nomi. Sono dotati di grande ingegno e capacità ma sono definiti inquietanti dai genitori. Sono i più piccoli e hanno la stessa voce, altezza, corporatura magrolina e vestiario. Ogni tanto si scambiano un maglione rosso (fatto probabilmente con il baffo del padre), fatto dalla madre ai ferri. Alla fine, avranno entrambi il baffo tipico di famiglia.
- Il Gatto: il gatto/narratore è un gatto soriano con il pelo blu chiaro e strisce blu scuro, occhi gialli e un muso chiaro con lunghi baffi bianchi. La storia è raccontata/narrata dal suo punto di vista ma ogni tanto interferisce rendendolo di fatto un narratore allodiegetico.
- Signor Willoughby: è un uomo che non ama i suoi figli. Il primo discorso fatto a Tim di recita: "Io sono tuo padre; e quella dolce donna che hai insultato con la tua volgare nascita è madre. Shhhssshh... se hai bisogno d’amore sei pregato di trovarlo altrove , grazie...". Alla fine del film, viene soccorso dai figli sulle Alpi invalicabili, ma il suo egoismo lo porta a fuggire con la moglie e a essere mangiato da uno squalo.
- Signora Willoughby: è una donna alta, magra e pallida che ha occhi solo per il marito. Le piace molto lavorare a maglia. Come il marito, nutre paura e odio verso i propri figli e troverà la morte con la sua dolce metà.
- Linda: è una donna dalla carnagione scura con folti capelli ricci castano chiaro a forma di cuore, chiusi da una fascia rossa con disegni vettoriali, e un corpo molto formoso. Porta occhiali da vista con montatura nera, usa un rossetto rosa e porta un fazzoletto verde chiaro legato al collo. Indossa una maglia di lana verde scuro con una salopette rossa e porta sempre con sé un ombrello marrone. Farà da babysitter nel mentre i genitori dei bambini sono via. Come Jane, ama cantare. Ha una personalità allegra, solare premurosa e stravagante. Non ha esperienza con i bambini, ma è bravissima a cucinare e a intrattenere. Alla fine, adotta i ragazzi con il Comandante Melanoff.
- Comandante Melanoff: è un uomo con un enorme naso tondo, carnagione rossa e folti baffi azzurri. É alto e possente e indossa una divisa bianca e un grosso colbacco bianco che ricorda un marshmallow. Il vestito è decorato con vere caramelle e assomiglia a una uniforme militare. È il proprietario di una gigantesca e robotizzata fabbrica di caramelle. È molto gentile e si affeziona alla piccola Ruth. Alla fine, adotta i ragazzi con Linda.

## Distribuzione
Il film è stato distribuito il 22 aprile 2020 da Netflix, mentre il trailer è stato distribuito il 23 marzo 2020 sul canale YouTube di Netflix.